# Einar Wahlgren
Einar Otto Wahlgren, född 5 mars 1874 i Kalmar, död 13 maj 1963 i Malmö, var en svensk lärare och entomolog.
Einar Wahlgren var son till sjökapten Otto Wahlgren och Agnes Forsberg samt bror till Agne Wahlgren. Han avlade mogenhetsexamen i Kalmar 1892 och studerade därefter vid Uppsala universitet där han blev filosofie kandidat 1895, filosofie licentiat 1902 och filosofie doktor 1906. Han hade lärartjänst i Uppsala 1901–1902 och i Västerås 1903–1905, blev adjunkt vid läroverket i Karlstad 1905, lektor i biologi och kemi vid läroverket i Härnösand 1907 och lektor i samma ämnen vid läroverket i Malmö 1911 samt avgick 1939. Wahlgrens zoologiska insats föll inom entomologin. Han behandlade vetenskapligt flera olika insektsordningar och hade en omfattande produktion. Tidigare ägnade han sig särskilt åt de vinglösa urinsekterna, varom han bland annat skrev doktorsavhandlingen Apterygoten aus Ägypten und dem Sudan...  (1906). Senare utgav han ett stort antal systematiska, ekologiska och framför allt insektgeografiska arbeten, bland annat Bidrag till kännedomen om övre Klarälvens entomogeografi (1908), Sveriges insektgeografiska indelning på grundval av makroepidopterernas utbredning (1913), Fåglar och fjärilar (1914), Det öländska alvarets djurvärld (1-2, 1915–1917), Västarktiska element i Skandinaviens fjärilfauna (1919), Cecidiologiska anteckningar (1927–1944; om av insekter förorsakade gallbildningar) samt Fjärilar och blommor (1938–1941). Han utgav flera arbeten om flugor och myggor, bland annat Zur Kenntnis schwedisher Dipteren (1-3, 1909–1918), och behandlade dessa grupper i Svensk insektsfauna (1905–1919). I denna serie skrev han även om borstsvansar och hoppstjärtar (1906), mottfjärilar (1915) och dagfjärilar (1930). Han bearbetade även insektsmaterial från expeditioner till Afrika, Arktis och Antarktis. I Fauna och Flora skrev han flera entomologiska artiklar, bland annat om istids- och värmerelikter samt flyktingar och immigranter i den svenska fjärilsfaunan. Tillsammans med Albert Tullgren utgav han Svenska insekter och tillsammans med Frithiof Nordström skrev han texten till det stora planschverket Svenska fjärilar (1935–1941), vilket utförligt behandlade alla svenska fjärilsarter.